# Flamagra
Flamagra je šesté studiové album amerického hudebníka Flying Lotuse, které vydalo v květnu roku 2019 hudební vydavatelství Warp Records. V hitparádě Billboard 200 se album umístilo na 45. příčce. Coby hostující zpěváci se na albu představili například Tierra Whack, Anderson Paak, George Clinton a Solange Knowles, ale také režisér David Lynch.

## Seznam skladeb
1. Heroes
2. Post Requisite
3. Heroes In a Half Shell
4. More
5. Capillaries
6. Burning Down the House
7. Spontaneous
8. Takashi
9. Pilgrim Side Eye
10. All Spies
11. Yellow Belly
12. Black Balloons Reprise
13. Fire Is Coming
14. Inside Your Home
15. Actually Virtual
16. Andromeda
17. Remind U
18. Say Something
19. Debbie Is Depressed
20. Find Your Own Way Home
21. The Climb
22. Pygmy
23. 9 Carrots
24. FF4
25. Land of Honey
26. Thank U Malcolm
27. Hot Oct.

## Obsazení
- Flying Lotus
- Miguel Atwood-Ferguson – smyčce
- Deantoni Parks – bicí
- Ronald Bruner – bicí, doprovodné vokály
- Ashley Norelle – doprovodné vokály
- Taylor Graves – klávesy
- Niki Randa – doprovodné vokály
- Stephen Bruner
- Tierra Whack
- Anderson Paak
- George Clinton
- Solange Knowles
- Toro y Moi
- Shabazz Palaces
- Little Dragon
- David Lynch
- Denzel Curry